# Centrum Kongresowe ICE Kraków
Centrum Kongresowe ICE Kraków (ang. International Conferences and Entertainment) – wielofunkcyjny obiekt, zlokalizowany nad Wisłą, przy Rondzie Grunwaldzkim w Krakowie, u zbiegu ulic Marii Konopnickiej i Monte Cassino, na obszarze Dębnik. Otwarty w 2014.
Centrum przystosowane jest do organizacji kongresów, konferencji, koncertów, spektakli, wystaw i innych wydarzeń społeczno-kulturalnych. Operatorem ICE Kraków jest spółka Kraków5020. 

## Koncepcja

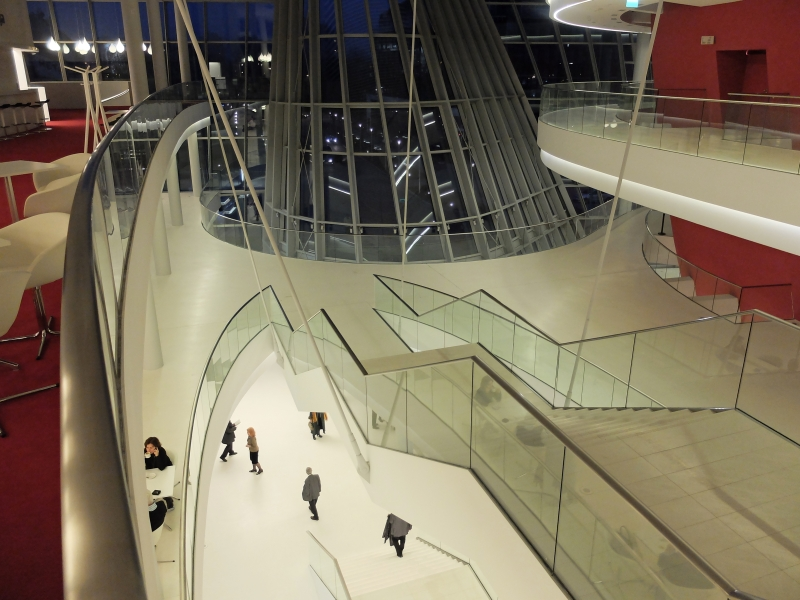
Foyer

ICE Kraków dysponuje trzema głównymi salami: Audytoryjną, Teatralną oraz Kameralną, mieszczącymi maksymalnie odpowiednio 1915, 596 i 400 użytkowników. Poza Salą Audytoryjną na szczególną uwagę zasługuje druga co do wielkości Sala Teatralna: jej składane trybuny pozwolą na zwiększenie powierzchni podłogi w przypadku wykorzystania jej na bankiety czy wystawy.
Centrum, mogące pomieścić 3200 uczestników, dysponuje także zespołem sal konferencyjnych z regulowanymi przesuwnymi ściankami, przeszklonym, 3-poziomowym foyer z widokiem na Wawel, wielofunkcyjną salą wystawową i powierzchniami pomocniczymi.
Wokół Centrum powstał specjalny układ komunikacyjny obejmujący parkingi naziemne, terminal 
autobusowy i mikrobusowy, plac dla wozów transmisyjnych oraz dwupoziomowy parking podziemny dla 360 samochodów. Dojazd z lotniska zajmuje około 20 minut, a z głównego dworca kolejowego i autobusowego dotrzeć można do ICE zaledwie w kwadrans.

## Realizacja

### Plany
Plany budowy nowoczesnego obiektu umożliwiającego profesjonalną organizację kongresów i wydarzeń artystycznych w okolicy Ronda Grunwaldzkiego istniały od około roku 2000. Intensywny rozwój Krakowa coraz bardziej determinował konieczność przeprowadzenia takiej inwestycji, potrzebnej zarówno szeroko rozumianej sferze biznesowej, a także coraz liczniejszym przedsięwzięciom o charakterze konferencyjno-artystycznym.
Ówczesny kandydat na prezydenta Krakowa  Jacek Majchrowski, podczas kampanii wyborczej w 2002 zapowiedział powstanie centrum kongresowego. Szansa na realizację projektu w perspektywie najbliższych dziesięciu lat pojawiła się 16 marca 2004, kiedy krakowski magistrat otrzymał decyzję o warunkach zabudowy. Pertraktacje z prywatnymi inwestorami centrum trwały trzy lata, choć nie brakował firm chcących wybudować obiekt. Wiele z nich jednak chciało przyćmić obiekt dużym centrum handlowym nastawionym na konsumpcję, a takie rozwiązanie nie było popierane przez władze miasta. W maju 2007 Urząd Miasta Krakowa zadecydował, że to on będzie inwestorem centrum kongresowego.

### 2007–2010: Konkurs i projekt
17 maja 2007 Urząd Miasta Krakowa ogłosił międzynarodowy dwuetapowy konkurs na opracowanie koncepcji urbanistyczno-architektonicznej Centrum Kongresowego w Krakowie. Na działce o powierzchni 1,14 ha; w rejonie Ronda Grunwaldzkiego zaplanowano obiekt, którego głównym elementem miała być sala audytoryjna o pojemności 1 800 miejsc, sala duża (sceniczna) dla 600 osób, oraz sala kameralna dla 300 osób. Zgodnie z warunkami konkursu, w centrum miały się znaleźć m.in.: garaż o pojemności minimum 290 samochodów osobowych (zalecana wielkość garażu to 600 stanowisk), podjazdy dla samochodów i autokarów oraz zatoki oczekiwania dla autokarów i postoju taksówek. I nagrodę - dla uczestnika konkursu zaproszonego do udziału w postępowaniu o udzielenie zamówienia publicznego – ustanowiono na 150 000 PLN. Przewodniczącym sądu konkursowego został architekt Bohdan Paczowski z Luksemburga. Termin składania prac konkursowych zaplanowano na 24 września 2007.
W drugim etapie konkursu znalazło się 18 uczestników, w tym 4 uczestników z zagranicy. 12 listopada 2007 ogłoszono wyniki konkursu. Autorem zwycięskiej koncepcji okazała się krakowska pracownia Krzysztof Ingarden, Jacek Ewý Architekci sp. z o.o. wraz z japońskim konsultantem projektowym Arata Isozaki & Associate z Tokio. Wcześniej oba biura współpracowały przy projekcie Muzeum Sztuki i Techniki Japońskiej „Manggha” w Krakowie, stojącym w sąsiedztwie planowanego Centrum Kongresowego.
| Krzysztof Ingarden, Jacek Ewý – Architekci                                             | Główny Architekt             |
| -------------------------------------------------------------------------------------- | ---------------------------- |
| Krzysztof Ingarden                                                                     | Autor                        |
| Jacek Ewý                                                                              | współpraca autorska          |
| Piotr Urbanowicz Bartosz Haduch Piotr Hojda Sebastian Machaj Jakub Wagner Tomasz Koral | zespół                       |
| Arata Isozaki & Associates                                                             | konsultant projektowy        |
| Arata Isozaki Hiroshi Aoki                                                             | autorzy                      |
| Yoko Sano Takayuki Uchida                                                              | zespół                       |
| Raf Orlowski Arup Acoustics                                                            | konsultant akustyki          |
| Arup Venue Consulting                                                                  | konsultant technologii sceny |
| Project Service                                                                        | konstrukcja                  |

Zwycięska koncepcja urbanistyczno-architektoniczna przewidywała następujące funkcje Centrum Kongresowego:
- Sala Audytoryjna z modułową estradą dla imprez o różnej skali: od 943 widzów (koncerty symfoniczne) do około 1915 miejsc (duże kongresy)
- Sala Teatralna na 594 miejsc, przewidziana dla realizacji mniejszych projektów kongresowych, koncertów oraz spektakli muzycznych i teatru dramatycznego
- wielofunkcyjna Sala Kameralna na 400 miejsc
- zespół sal konferencyjnych o powierzchni około 500 m²
- trzypoziomowe foyer z widokiem na Wisłę i Wawel
- zaplecze gastronomiczne, zaplecze komercyjne
- Centrum Prasowe, Recepcja VIP
- parking podziemny na około 360 miejsc, podjazdy dla samochodów i autokarów

Ówczesne plany zakładały: w 2008 – powstanie projektu budowlanego i uzyskanie pozwolenia na budowę, w 2009 – wyłonienie wykonawca i rozpoczęcie budowy, a w 2010 – oddanie Centrum do użytkowania. Drobne zmiany w projekcie spowodowały, że dopiero 20 maja 2008 Prezydent Krakowa Jacek Majchrowski podpisał z pracownią Ingarden & Ewý Architekci umowę na wykonanie dokumentacji projektowej Centrum Kongresowego. Ustalono również, że pracownia będzie sprawowała nadzór autorski nad budową. W następnych miesiącach pozyskano niezbędne decyzje administracyjne. W 2009 przeprowadzono badania archeologiczne, przygotowano podziemną infrastrukturę i przeprowadzono konsultacje społeczne.

### 2010-2011: I etap budowy
3 marca 2010 Centrum Kongresowe uzyskało ostateczną decyzję w sprawie pozwolenia na budowę.
Majowa powódź spowodowała znaczne podniesienie poziomu wód gruntowych w okolicy Ronda Grunwaldzkiego, dodatkowo komplikując i tak geologicznie trudny teren. Aby zabezpieczyć Centrum Kongresowe przez skutkami ewentualnej powodzi, zaprojektowano specjalny układ konstrukcyjny.
21 października 2010, w ramach I etapu budowy, podpisano umowę z firmą Warbud S.A. z Warszawy na wykonanie wraz z robotami towarzyszącymi głównego elementu układu konstrukcyjnego, tj. żelbetowej ściany szczelinowej o długości 400 m, grubości 80-100 cm i zagłębieniu 16 m. 28 października 2010 odbyła się uroczystość oficjalnego wmurowania kamienia węgielnego pod budowę Centrum Kongresowego. Prace zakończyły się w lipcu 2011, miesiąc przed terminem.

### 2011-2014: II etap budowy

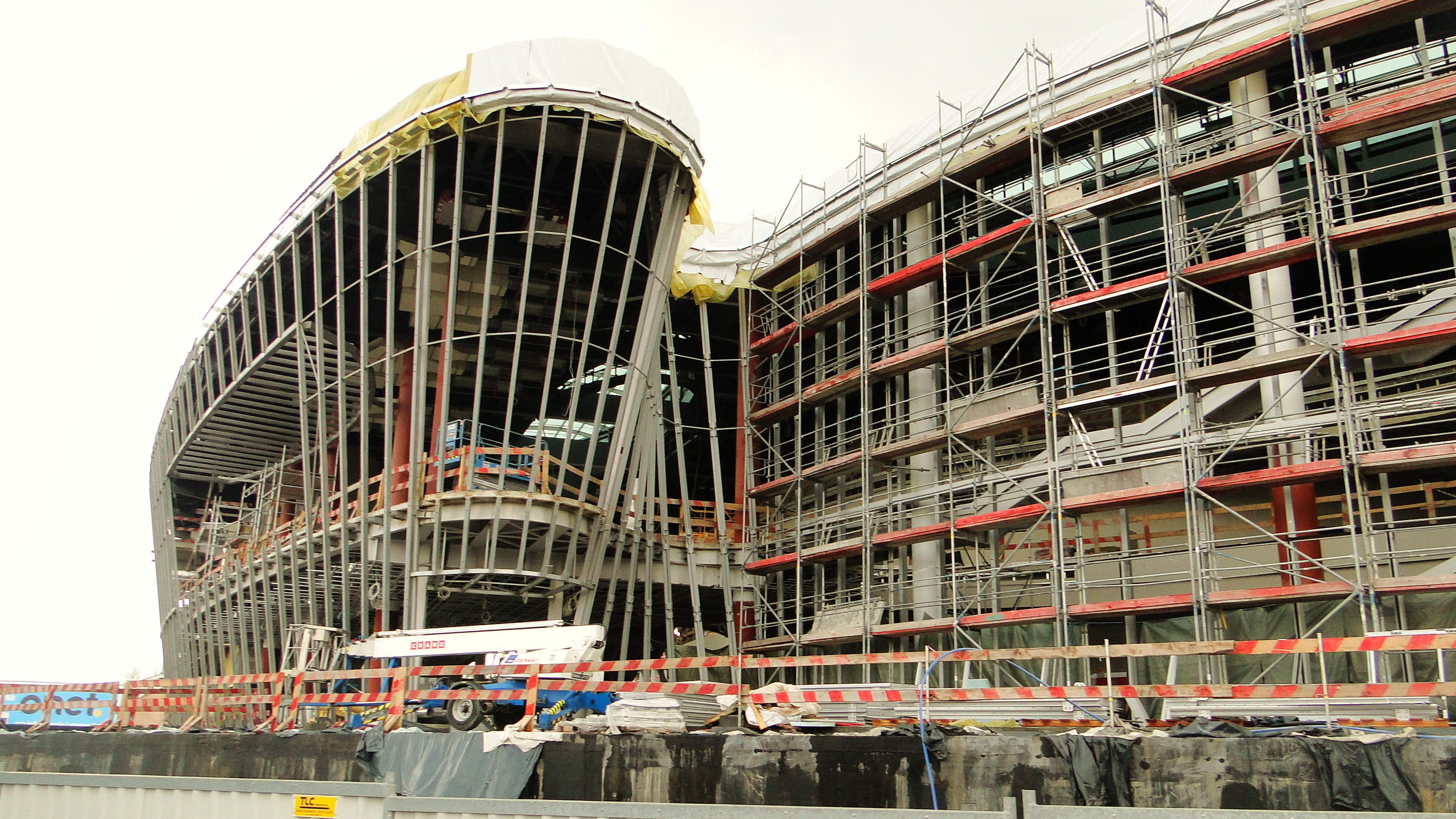
Stan budowli w kwietniu 2014

28 stycznia 2010 miasto ogłosiło przetarg na wykonawcę drugiego i ostatniego etapu budowy Centrum Kongresowego. 20 września 2011 w krakowskim magistracie podpisano umowę z wyłonionym w dwuetapowym przetargu polsko-hiszpańskim konsorcjum Budimex S.A. z Warszawy i Ferrovial Agroman S.A. z Madrytu na wykonanie gmachu Centrum i infrastruktury towarzyszącej.
Wraz z realizacją obiektu zostanie przebudowany układ drogowy w rejonie ronda Grunwaldzkiego. Uporządkowana zostanie niewykorzystana przestrzeń. Powstaną nowe ulice, parkingi naziemne i plac dla wozów transmisyjnych. Wybudowany zostanie też nowy terminal dla autobusów i mikrobusów, który zastąpi starą pętlę, działającą u zbiegu ulic Monte Cassino i Konopnickiej.
Zgodnie z zawartą umową prace potrwają 30 miesięcy. Oddanie do użytku centrum zaplanowano na przełom września i października 2014.

### 2014: inauguracja działalności
ICE Kraków rozpoczęło działalność 16 października 2014 koncertem "2014. Tu i teraz" (muzyka Zbigniew Preisner, libretto: Ewa Lipska).

## Działalność

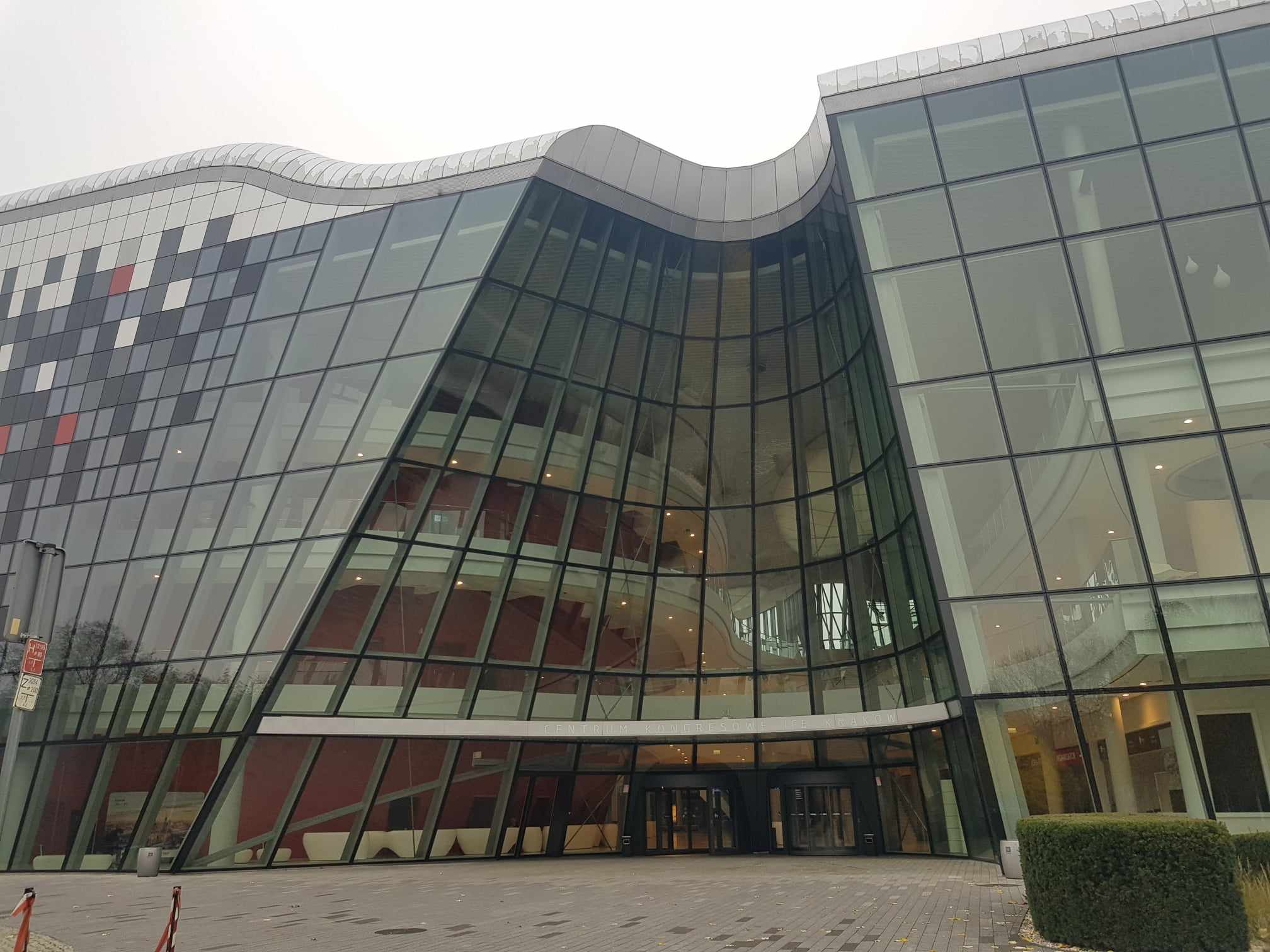
Wejście główne do budynku

Centrum Kongresowe ICE Kraków jest miejscem organizacji konferencji, kongresów, koncertów oraz spektakli. Zorganizowano tutaj ponad 1000 wydarzeń, w których uczestniczyło 1 200 000 gości. W ramach stałej współpracy odbywają się tutaj m.in. wydarzenia organizowane przez KBF – byłego operatora Centrum Kongresowego ICE Kraków: Festiwal Muzyki Filmowej, Festiwal Opera Rara, Festiwal Misteria Paschalia oraz kwartalne spotkania grupy KRAKÓW NETWORK. ICE Kraków jest stałą lokalizacją dla wielu wydarzeń międzynarodowych, w tym m.in.: Kongresu Gospodarczego Impact’, Kongresu Open Eyes Economy Summit, Europejskiego Forum Cyberbezpieczeństwa CYBERSEC, spotkań kardiologów New Frontiers in Interventional Cardiology, Digital Dragons, Konferencji Stowarzyszenia ASPIRE, Invest Cuffs oraz Europejskiego Kongresu Samorządów.
Wybrane realizacje:
2015
- Konferencja Stowarzyszenia Meeting Professionals International MPI EMEC 2015
- 27. Europejska Konferencja Biomateriałów ESB2015
- TEDxKraków 2015
- Koncert zespołu Kraftwerk

2016
- Spektakl „Evita”
- Koncert Nigela Kennedy’ego
- Losowanie fazy grupowej turnieju finałowego Młodzieżowych Mistrzostw Europy do lat 21 w Piłce Nożnej 2017

2017
- 41. Sesja Komitetu Światowego Dziedzictwa UNESCO
- Global Clean Air Summit
- Gala Ambasadorów Kongresów Polskich
- 3rd International Congress on Ethics and Tourism

2018
- DIOXIN 2018 – International Symposium on Halogenated Persistent Organic Pollutants (POPs) & 10th International PCB Workshop
- 23. WONCA EUROPE CONFERENCE
- STOP – ŚWIATOWY KONGRES ODLEWNICTWA
- Eurocorr – Światowy Kongres Korozyjny
- World Congress on Osteoporosis, Osteoarthritis and Musculoskeletal Diseases
- Obchody 200-lecia istnienia Akademii Sztuk Pięknych im. Jana Matejki w Krakowie

2019
- OWHC Organizacja Miast Światowego Dziedzictwa (Organization of Word Heritage Cities – OWHC) World Congress of the Organization of World Heritage Cities
- Jubileusz 100-lecia Akademii Górniczo-Hutniczej im. Stanisława Staszica w Krakowie
- Devoxx Poland
- Międzynarodowe Biennale Architektury Kraków 2019
- W 2019 roku ICE Kraków obchodziło 5-lecie działalności. W latach 2014–2019 odwiedziło je ponad 1 200 000 osób podczas 1000 wydarzeń.

2020
- Realizacja webinarów w studiu do nagrań hybrydowych dla profesjonalistów branży MICE pt. KRAKÓW NETWORK TOGETHER i Vademecum Wydarzeń Hybrydowych
- Publikacja dokumentu „Bezpieczeństwo eventów po pandemii”
- Organizacja 18 spotkań na żywo oraz online w ramach działań 6-ciu grup tematycznych KRAKÓW NETWORK

2021
- Ogłoszenie Protokołu KRAKÓW NETWORK – zbioru dobrych praktyk i rekomendacji dla branży MICE w postpandemicznej rzeczywistości[9].
- Spotkanie Ambasadorów Kongresów Polskich
- Pierwszy hybrydowy Kongres EAACI 2021

2022
- 61. Kongres Stowarzyszenia ICCA (International Congress and Convention Association)
- Otwarcie nowego, profesjonalnego studia telewizyjnego pozwalającego na realizację wydarzeń hybrydowych.
- Nowym operatorem ICE Kraków zostaje spółka Kraków5020 zastępując w tej roli KBF.
- ICE Kraków było gospodarzem 147 wydarzeń, w których udział wzięło ponad 165 000 osób.
- Ogłoszenie polityki zrównoważonego rozwoju ICE Kraków

## Projekty realizowane przez ICE Kraków

### ICE Classic
Seria koncertów muzyki klasycznej. Wszystkie koncerty z cyklu odbywają się w Sali Audytoryjnej im. Krzysztofa Pendereckiego.

### Kraków Network
Inicjatywa mająca na celu tworzenie silnej grupy biznesowej z różnych sektorów branży turystycznej, której działania wpłyną na zwiększenie liczby wydarzeń biznesowych realizowanych w stolicy Małopolski. Organizatorem cyklu jest spółka Kraków5020 – operator ICE Kraków. KRAKÓW NETWORK obejmuje 6 grup tematycznych: Kraków Future Lab, Kraków Business Food, grupę hotelową, grupę eventową, grupę Ambasadorów, grupę PR.

### Dzień dobry ICE Kraków
Kwartalne wydarzenie dla rodzin, podczas którego w Centrum Kongresowym ICE Kraków odbywają się warsztaty z animatorami, spotkania z przedstawicielami służb ratowniczych, zwiedzanie obiektu oraz pokaz filmu niespodzianki.

### POWER of 4
Porozumienie obiektów konferencyjnych średniej wielkości współpracujących w zakresie działań promocyjnych, wymiany doświadczeń oraz tworzenia wspólnej bazy klientów. Sygnatariuszami porozumienia są: Centrum Kongresowe ICE Kraków, Centrum Konferencyjne Kopernik w Centrum Nauki Kopernik, Lubelskie Centrum Konferencyjne i Europejskie Centrum Solidarności.

### Aleja Kongresowa
To cykl wydarzeń, w trakcie których przedstawiciele Miasta Krakowa, Centrum Kongresowego ICE Kraków oraz organizatorzy kongresów realizowanych w ICE Kraków, symbolicznie sadzą drzewa przy ulicy Monte Cassino. Średnio co miesiąc sadzone jest jedno drzewo, co pozwala zaprezentować stałą współpracę Miasta Krakowa, ICE Kraków oraz podkreślić zaangażowanie branży spotkań w kwestię dbania o środowisko. Każde drzewo upamiętnia ważne wydarzenie organizowane przez miasto - pierwsze z 30 planowanych drzew zostało zasadzone po 41. sesji Komitetu Światowego Dziedzictwa UNESCO w lipcu 2017 r.

## Wydarzenia hybrydowe
W 2020 roku w Centrum Kongresowym ICE Kraków powstało studio nagraniowe dla wydarzeń hybrydowych. Studio zostało później przeniesione do podziemi obiektu, a następnie nowocześnie zaaranżowane i doposażone w nowoczesny sprzęt. Otwarcie nowego studia nastąpiło w 2022 roku. Przestrzeń oferuje realizację streamingu wybranego wydarzenia dzięki zaawansowanym możliwościom technologicznym. Wykorzystywane jest ono także przez platformę Play Kraków..

## Finansowanie

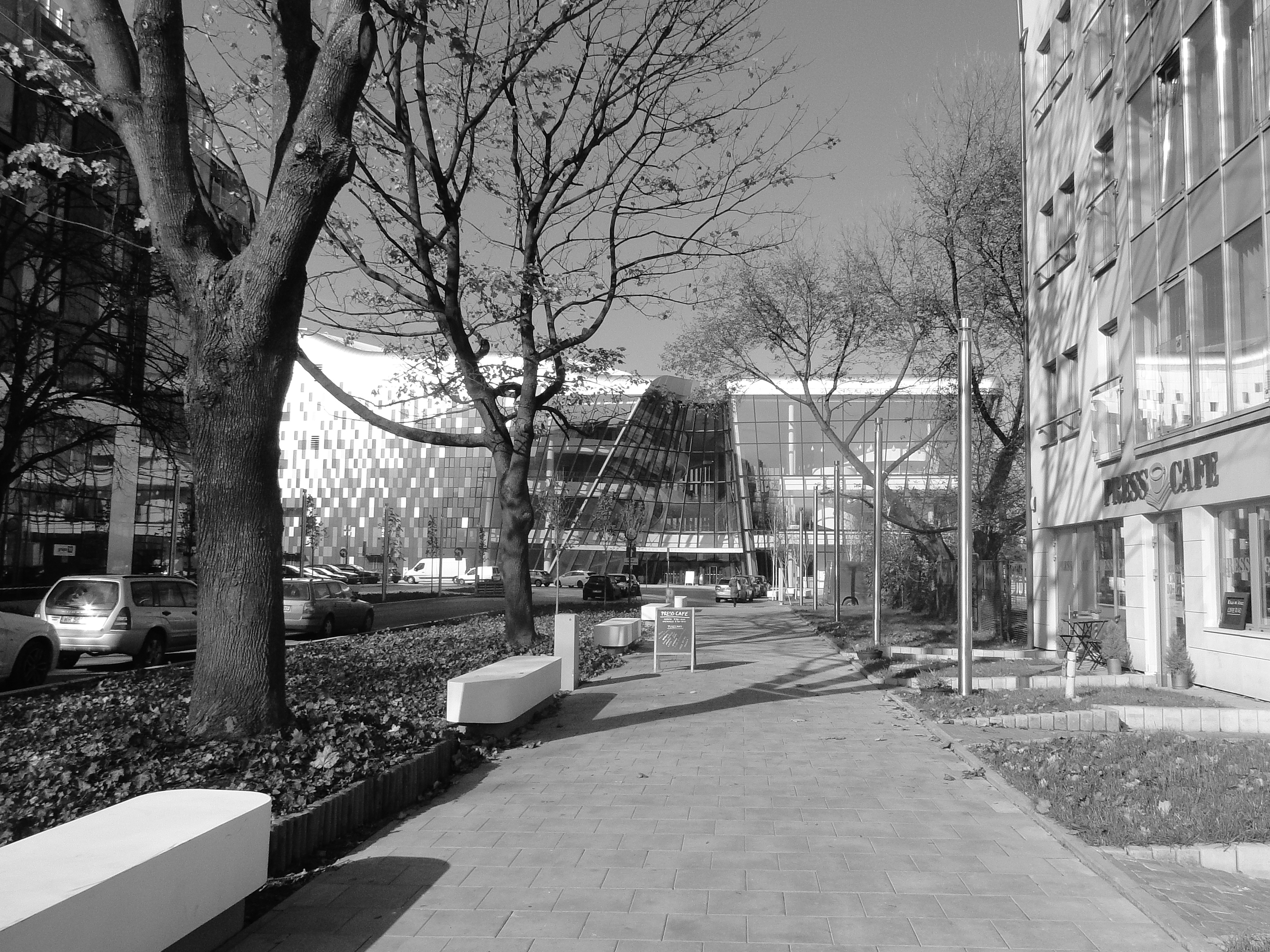
Przebudowany fragment ulicy Barskiej

Całkowity koszt projektu "Centrum Kongresowe (Rondo Grunwaldzkie)" określono na poziomie 357 539 043,63 PLN. Inwestorem projektu jest Gmina Miejska Kraków.
Projekt został dofinansowany kwotą 82 930 000,00 PLN przez Unię Europejską w ramach Małopolskiego Regionalnego Programu Operacyjnego na lata 2007-2013.

## Nagrody[16]
- 2022 - 1. miejsce Meetings Star Award 2022
- 2021 - 1. miejsce Meetings Star Award 2021
- 2020 - Amber Event Awards – 3. miejsce w kategorii Webinar dla cyklu edukacyjnych webinarów KRAKÓW NETWORK, Złoty Certyfikat Jakości | Meetings Star Award 2020
- 2019 - "Certyfikat Miejsca przyjaznego seniorom na lata 2020-2022" podczas gali finałowej 9. edycji akcji. Inicjatywa była organizowana przez Urząd Marszałkowski Województwa Małopolskiego oraz Miasto Kraków. Cel: wyróżnienie miejsc przyjaznych seniorom oraz promowanie działań instytucji i organizacji, które oferują produkty, usługi i zniżki przygotowane z myślą o seniorach. Złoty Certyfikat Jakości | Meetings Star Award 2019
- 2018 - 3. miejsce Meetings Star Award 2018[17]
- 2017 - MP Power Award 2017 w kategoriach: Dostawca – Venue: Paula Fanderowska - Zastępca dyrektora KBF ds. Centrum Kongresowego ICE Kraków oraz Kongres za 41. Sesję Komitetu Światowego Dziedzictwa UNESCO w Krakowie, 2. miejsce Meetings Star Award 2017
- 2016 - „Lider dostępności” w konkursie architektoniczno-urbanistycznym Fundacji Integracja i Towarzystwa Urbanistów Polskich, 1. miejsce Meetings Star Award 2016
- 2015 - A’ Design Award & Competition 2015 w kategorii Architektura – Nagroda Platynowa, The Plan Award 2015 w kategorii Business – najlepszy projekt architektoniczny, Kraków Mój Dom 2015 w kategorii architektura użyteczności publicznej, MP Power Award 2015 – 2. miejsce w kategorii Multi Venue, 1. miejsce Meetings Star Award 2015
- 2014 - "Najlepsze Przedsięwzięcie Roku w Małopolsce - LIDER MAŁOPOLSKI 2014", MP Power Award 2014 w kategorii Kongres Venue

- 2010 – nagroda „5 gwiazdek” w międzynarodowym konkursie The International Property Awards dla projektu Centrum Kongresowego w Krakowie za najlepszy projekt architektoniczny, wielofunkcyjny, w kategorii „Polska”[18]
- 2009 – nominacja do nagrody World Architecture Festival (WAF) w Barcelonie projektu Centrum Kongresowego w Krakowie w kategorii projektów z dziedziny kultury[18]

## Międzynarodowe stowarzyszenia branżowe
Centrum Kongresowe ICE Kraków jest członkiem stowarzyszeń:
- ICCA - the International Congress and Convention Association(inne języki)
- AIPC - the International Association of Convention Centres
- MPI - Meetings Professionals International
- SKKP - Stowarzyszenie Konferencje i Kongresy w Polsce

## Obecność ICE Kraków w wydarzeniach branży MICE
Centrum Kongresowe ICE Kraków uczestniczy w takich wydarzeniach, jak:
- EIBTM[19]
- IMEX Frankfurt[20]
- IMEX America[21]
- CONVENE[22]
- M&I[23]
- MCE[24]